# Schizura ipomaeae
Schizura ipomaeae är en fjärilsart som beskrevs av Doubleday 1841. Schizura ipomaeae ingår i släktet Schizura och familjen tandspinnare. Inga underarter finns listade.

## Bildgalleri

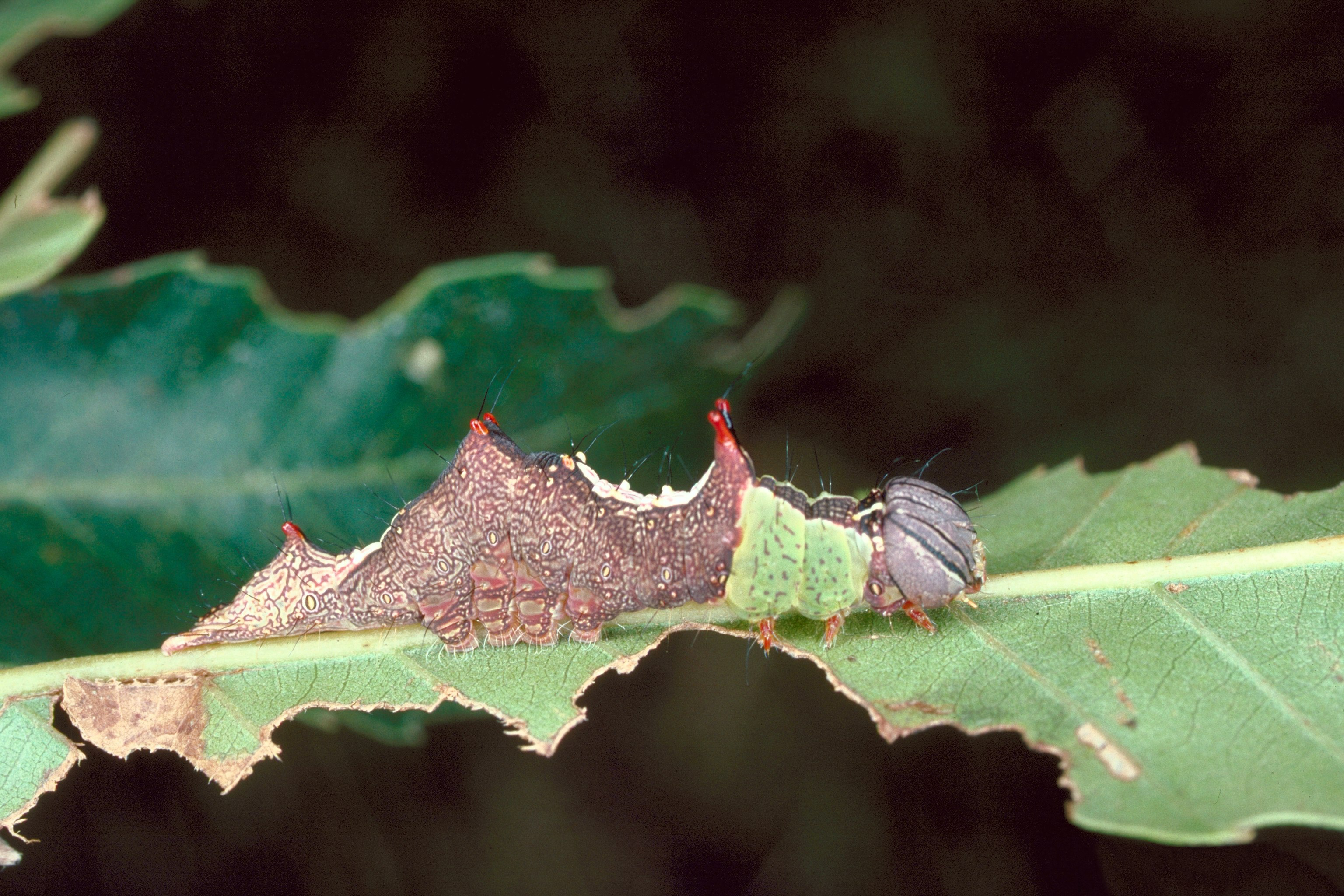
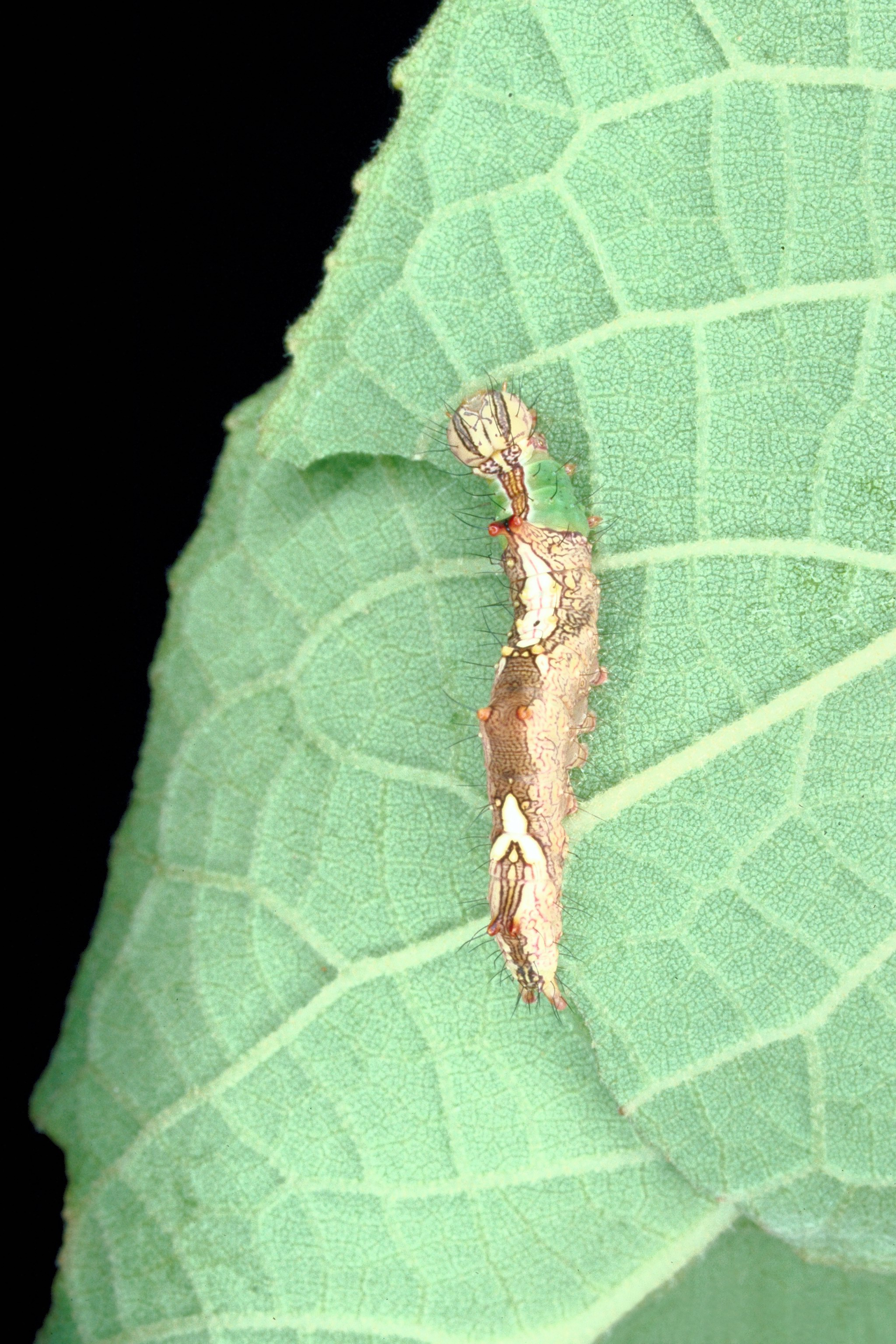
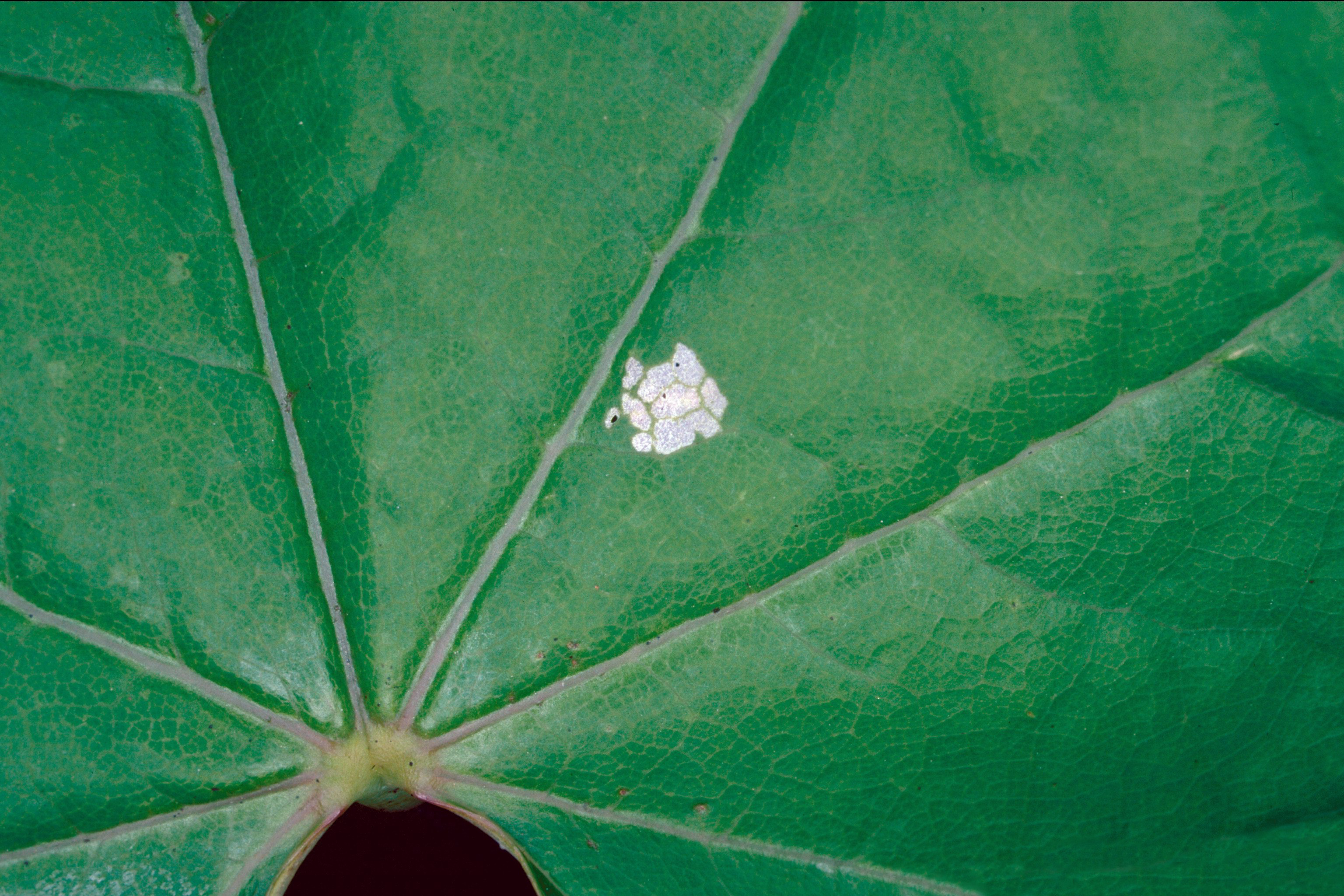